# Stenurella septempunctata
Stenurella septempunctata — жук из семейства усачей и подсемейства Усачики.

## Описание
Жук длиной от 7 до 12 мм. Время лёта взрослого жука с мая по август.

## Распространение
Вид встречается в Юго-Восточной и Центральной Европе, на Кавказе, в Турции и Иране.

## Экология и местообитания
Жизненный цикл вида длится два-три года. Кормовые растения различные лиственные деревья.